# Valle del Belice (olio di oliva)
L'Olio Valle del Belice è un olio extravergine a denominazione d'origine protetta della provincia di Trapani.

## Caratteristiche
Si tratta di un olio extravergine di oliva prodotto per almeno il 70% dalle olive della varietà detta Nocellara del Belice, una cultivar a duplice attitudine, capace cioè di produrre sia olive da mensa che per olio
L'olio, presenta un'acidità massima dello 0,50% e una densità di valore medio, ed è uno degli oli con più polifenoli (340 mg/kg).
Il suo colore è verde con riflessi giallo oro ed ha un profumo d'oliva appena frantumata con sentori di erba.
Il suo sapore è fruttato, appena lievemente amaro e piccante con un retrogusto di mandorla, carciofo e pomodoro verde.

## Zona di produzione
La produzione dell'olio "Valle del Belice" avviene nell'area della Valle del Belice ottenuto dalla molitura delle olive prodotte negli oliveti ricadenti nei territori dei comuni di Castelvetrano, Poggioreale, Partanna, Campobello di Mazara, Salaparuta e Santa Ninfa.
Ha ottenuto il riconoscimento nazionale con il DM 29 settembre 1998 pubblicato sulla Gazzetta Ufficiale n. 250 del 26 ottobre 1998 e la registrazione europea con il regolamento CE n. 2325/97 pubblicato sulla Gazzetta Ufficiale Europea L322/97 del 2 luglio 1997.